# Bahnstrecke Kralupy nad Vltavou předměstí–Podlešín
| Kursbuchstrecke (SŽ): | 110                  |                                              |                                              |
| Streckenlänge: | 10,446 km            |                                              |                                              |
| Spurweite: | 1435 mm (Normalspur) |                                              |                                              |
| Streckenklasse: | C3                   |                                              |                                              |
| Maximale Neigung: | 10,9 ‰               |                                              |                                              |
| Streckengeschwindigkeit: | 70 km/h              |                                              |                                              |
| |                      |                                              |                                              |
| \| \| \| von Kralupy nad Vltavou (vorm. StEG) \| \| \| \| 0,000 \| Kralupy nad Vltavou předměstí \| 185 m \| \| \| \| nach Velvary (vorm. StEG) \| \| \| \| 1,220 \| Zeměchy \| 190 m \| \| \| 2,805 \| Olovnice \| 190 m \| \| \| 5,152 \| Neuměřice \| 200 m \| \| \| 6,025 \| Kamenný Most u Kralup nad Vltavou \| 205 m \| \| \| 7,909 \| Zvoleněves \| 215 m \| \| \| \| nach Vinařice (vorm. Zwolenowes-Smečnaer EB) \| \| \| \| \| von Praha-Smíchov (vorm. PDE) \| \| \| \| 10,446 \| Podlešín \| 240 m \| \| \| \| nach Most (vorm. PDE) \| \| |                      |                                              |                                              |
| Strecke |                      | von Kralupy nad Vltavou (vorm. StEG)         | von Kralupy nad Vltavou (vorm. StEG)         |
| Bahnhof | 0,000                | Kralupy nad Vltavou předměstí                | 185 m                                        |
| Abzweig geradeaus und nach rechts |                      | nach Velvary (vorm. StEG)                    | nach Velvary (vorm. StEG)                    |
| Haltepunkt / Haltestelle | 1,220                | Zeměchy                                      | 190 m                                        |
| Bahnhof | 2,805                | Olovnice                                     | 190 m                                        |
| Haltepunkt / Haltestelle | 5,152                | Neuměřice                                    | 200 m                                        |
| Haltepunkt / Haltestelle | 6,025                | Kamenný Most u Kralup nad Vltavou            | 205 m                                        |
| Bahnhof | 7,909                | Zvoleněves                                   | 215 m                                        |
| Abzweig geradeaus und ehemals nach rechts |                      | nach Vinařice (vorm. Zwolenowes-Smečnaer EB) | nach Vinařice (vorm. Zwolenowes-Smečnaer EB) |
| Abzweig geradeaus und von links |                      | von Praha-Smíchov (vorm. PDE)                | von Praha-Smíchov (vorm. PDE)                |
| Bahnhof | 10,446               | Podlešín                                     | 240 m                                        |
| Strecke |                      | nach Most (vorm. PDE)                        | nach Most (vorm. PDE)                        |

Die Bahnstrecke Kralupy nad Vltavou předměstí–Podlešín ist eine Eisenbahnverbindung in Tschechien. Sie verläuft von Kralupy nad Vltavou über Zvoleněves nach Podlešín, wo sie in die Bahnstrecke Praha–Most einmündet. 
Der Streckenteil von Kralupy nad Vltavou nach Zvoleněves wurde ursprünglich durch die priv. Österreichisch-ungarische Staatseisenbahngesellschaft (StEG) als Lokalbahn Minkovic–Swolenowes erbaut, die restliche Strecke nach Podlešín wurde 1922 von den Tschechoslowakischen Staatsbahnen (ČSD) als kurze Verbindungsbahn zur Bahnstrecke Praha–Most errichtet.
Im Eisenbahnnetz der Tschechischen Republik ist die Strecke als regionale Bahn („regionální dráha“) klassifiziert.

## Geschichte
Die Konzession für die Lokalbahn Minkovic–Swolenowes erhielt die StEG am 11. März 1883 gemeinsam mit den Strecken Sadska–Nimburg und Littau–Littau Stadt. Teil der Konzession war die Verpflichtung, die Strecken bis zum 31. Dezember 1883 „zu vollenden, die fertigen Bahnen dem öffentlichen Verkehre zu übergeben und während der ganzen Concessionsdauer im ununterbrochenne Betriebe zu erhalten“. Zweck des Streckenbaues war insbesondere die Anbindung der kaiserlichen Domännen und der Zuckerfabrik in Swolenowes.

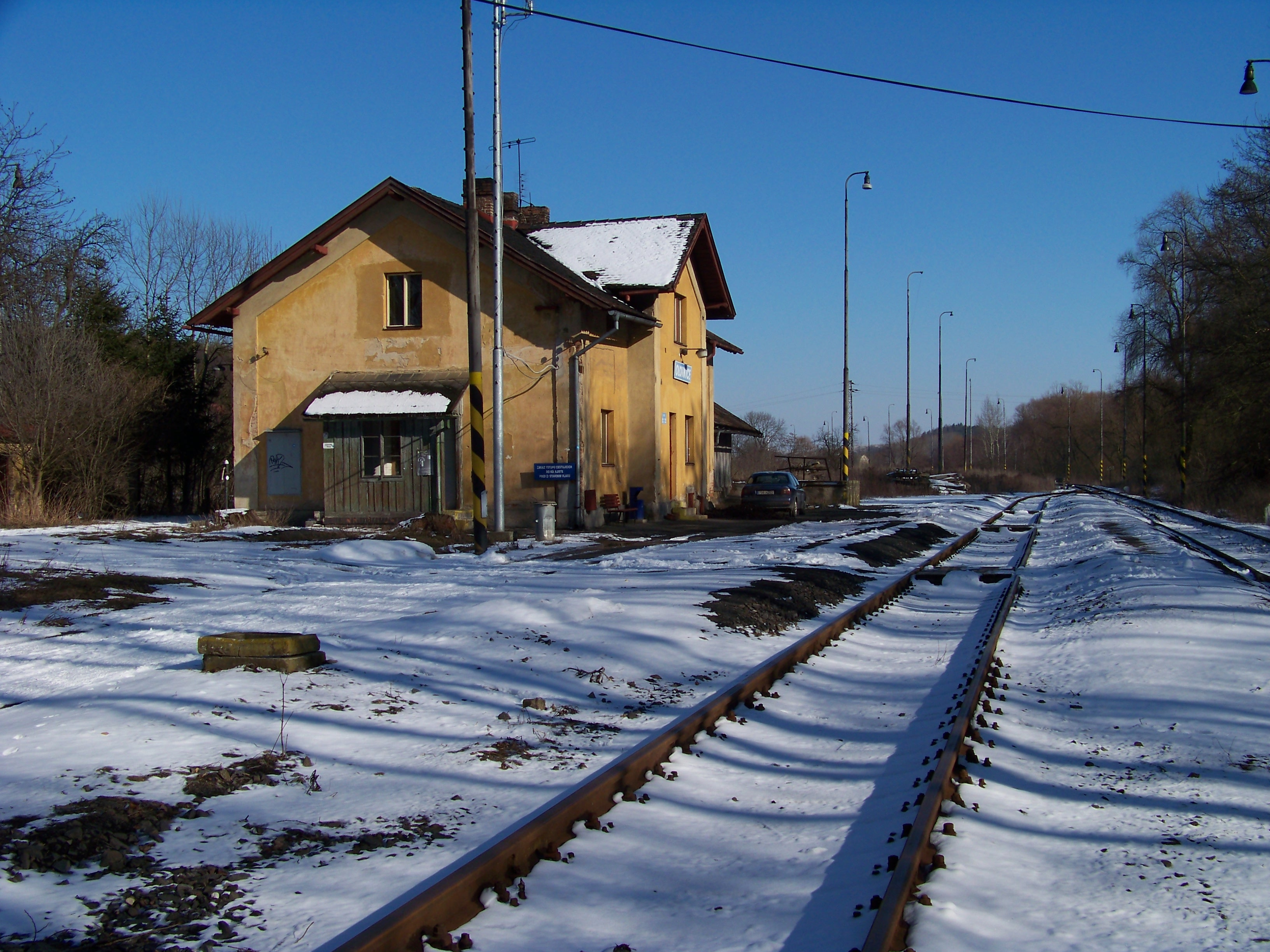
Bahnhof Olovnice (2010)

Am 20. Februar 1884 wurde die Strecke für den Güterverkehr eröffnet, am 20. Mai 1884 wurde auch der Reisezugverkehr aufgenommen. Den Betrieb führte die StEG selbst aus.
Am 1. Juni 1886 eröffnete die Zwolenowes-Smečnaer Eisenbahn-Actiengesellschaft ihre Lokalbahn von Swolenowes nach Třebichovice-Vinařice bei Smečno. Betrieblich bildeten beide Strecken fortan eine Einheit im Betrieb der StEG. Der Fahrplan von 1900 wies drei gemischte Zugpaare zwischen Kralup und Střebichowitz-Vinařitz aus. Die Züge benötigten für diese Relation etwa eineinhalb Stunden.
Am 15. Oktober 1909 wurde die StEG verstaatlicht und die Strecke gehörte fortan zum Netz der k.k. Staatsbahnen (kkStB).
Nach dem Ersten Weltkrieg kam die Strecke an die neu gegründeten Tschechoslowakischen Staatsbahnen ČSD. Die ČSD errichteten schon bald eine neue Verbindungsbahn zwischen Zvoleněves und Podlešín an der Strecke Praha–Most, die am 2. Oktober 1922 eröffnet wurde. Der Winterfahrplan 1928 verzeichnete neben zwei Schnellzugpaaren Praha–Most auch vier Personenzüge von Kralupy nach Podlešín, von denen zwei nach Slany durchgebunden waren. Dazu kamen noch einige Züge der Relation Kralupy–Třebichovice-Vinařice.
Während des Zweiten Weltkrieges lag die Strecke zur Gänze im Protektorat und wurde von den nunmehrigen Protektoratsbahnen Böhmen und Mähren (ČMD-BMB) betrieben. Nach dem Zweiten Weltkrieg kam die Strecke wieder zurück zu den ČSD.  
Im Jahresfahrplan 2019 verkehren Personenzüge in der Relation Kralupy nad Vltavou–Slany in einem angenäherten Stundentakt. Einige Züge sind von und nach Louny durchgebunden.